# Jos Verstraeten
Jos Verstraeten (Rijmenam, 29 december 1940) is een Vlaams minderbroeder en gewezen pastoor te Vossem (Tervuren) in Vlaams-Brabant.
Hij studeerde oorspronkelijk aan het Klein Seminarie in Mechelen, maar werd wegens zijn rebels karakter aan de deur gezet. Hij behaalde zijn diploma secundair onderwijs via de centrale examencommissie. Om zich op die examens voor te bereiden trok hij naar het studiehuis van de Minderbroeders te Leuven. Daar werd hij geraakt door het Franciscaans ideaal. Zijn verdere studies deed hij voornamelijk in het buitenland: psychologie en filosofie aan de universiteit van Würzburg, theologie bij de Jezuïeten in Vlaanderen, dan in Spanje en ten slotte in Assisi.
Terug in Vlaanderen werd Verstraeten op 31 juli 1968 tot priester gewijd en begon een loopbaan als parochiepriester en godsdienstleraar. In 1995, toen hij reeds dorpspastoor was in Vossem, vroeg men hem om administrator - dat is dienstdoend parochiepriester - te worden in Wezembeek-Oppem. Wegens zijn goede kennis van de Franse taal had het bisdom aan hem gedacht voor de vrijgekomen functie in deze faciliteitengemeente.
Verstraeten kreeg landelijke bekendheid nadat hij eind 2002 door Kardinaal Danneels werd afgezet als pastoor in de Sint-Pietersparochie te Wezembeek-Oppem. Officieel werd hij er van beschuldigd zijn functie te misbruiken voor politieke doeleinden. Verstraeten staat bekend als Vlaamsgezind en neemt het op voor de Vlaamse minderheid in het sterk door inwijking verfranste Wezembeek-Oppem. De bewering dat hij de kansel gebruikte om aan politiek te doen werd door de parochianen steeds tegengesproken. Klachten waren er wel aan Franstalige zijde omdat Verstraeten weigerde bijkomende Franstalige missen op te dragen, waarmee hij trouwens de richtlijnen volgde van de parochiefederatie. Huwelijksmissen en doopsels wilde hij op aanvraag wel in het Frans doen. Pater Verstraeten kreeg heel wat steunbetuigingen en er werden diverse initiatieven ondernomen om hem in ere te laten herstellen. Behalve dat de beschuldiging van misbruik van de kansel werd ingetrokken door het bisdom veranderde er niets voor Verstraeten en kon hij niet naar Wezembeek-Oppem terugkeren. Hij werd vervangen door luchtvaartaalmoezenier Herman Boon. Volgens medestanders van Pater Verstraeten kwam zijn verwijdering er op aanstichten van de adellijke burgemeester François van Hoobrouck d'Aspre en Franstalige leden van de Charismatische beweging.
Verstraeten bleef nog enkel pastoor in de Sint-Paulusparochie van Vossem. Na zijn pensionering was hij bij de Vlaamse verkiezingen van 2009 lijstduwer bij de opvolgers van de N-VA. Bij de federale verkiezingen van 2010 nam hij dezelfde plaats in op de Kamerlijst.